# Club Grolier

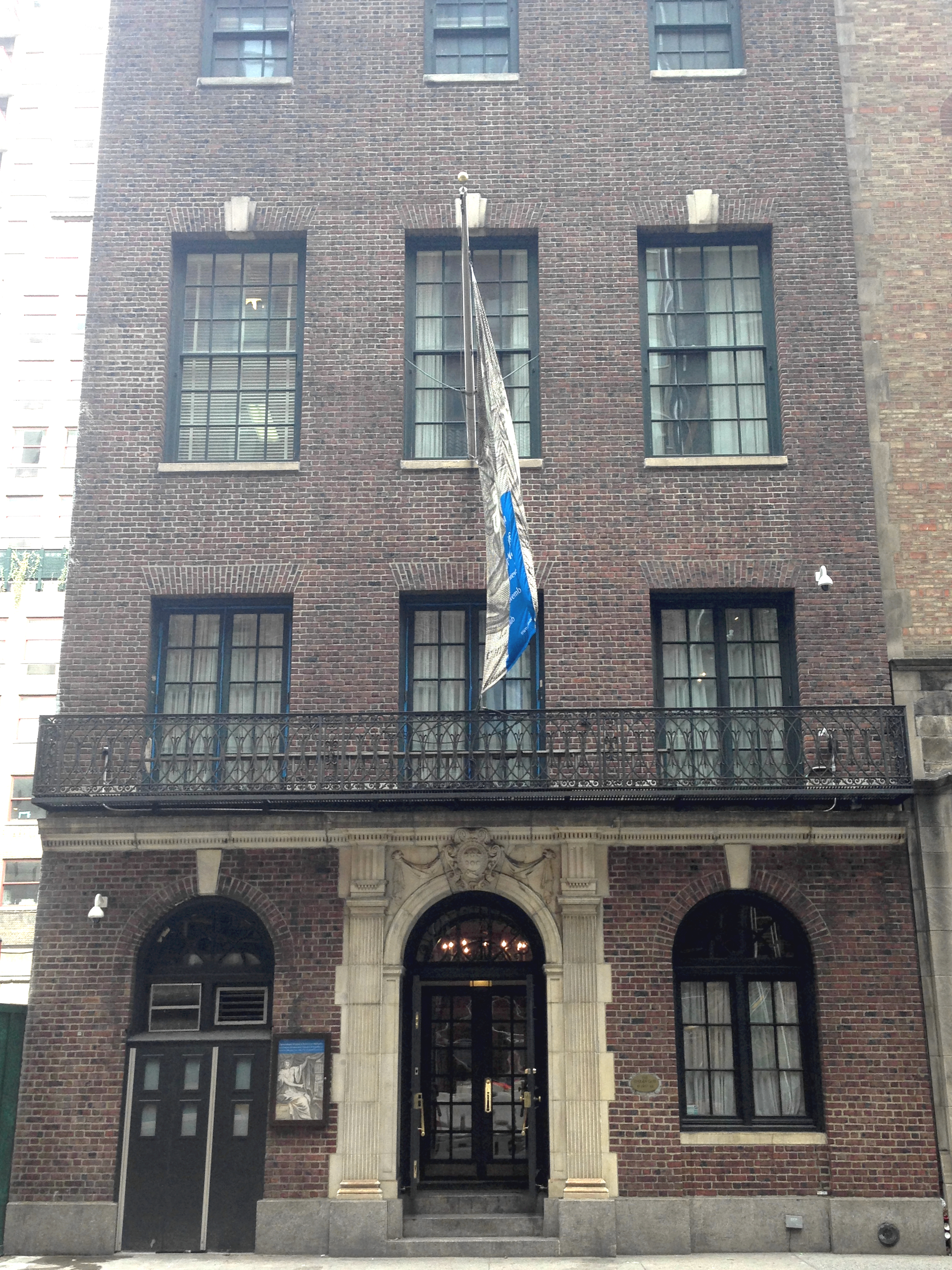
La casa del Club Grolier en la ciudad de Nueva York, en Manhattan, ubicada en el número 47 de la calle 60 Este

El Club Grolier es un club privado y una sociedad de bibliófilos de la ciudad de Nueva York . Fundado en enero de 1884, es el club bibliófilo existente más antiguo de América del Norte. El club lleva el nombre de Jean Grolier de Servières, vizconde d'Aguisy, tesorero general de Francia, cuya biblioteca era famosa; su lema, " Io. Grolierii et amicorum " [de o perteneciente a Jean Grolier y sus amigos], sugiere su generosidad al compartir libros.  
El objetivo declarado del Club es "el estudio literario de las artes relacionadas con la producción de libros, incluida la publicación ocasional de libros diseñados para ilustrar, promover y fomentar las artes; y la adquisición, equipamiento y mantenimiento de un edificio de club adecuado para la custodia de su propiedad, en donde se llevarán a cabo reuniones, conferencias y exposiciones." 

## Colecciones y programas
El Club Grolier mantiene una biblioteca de investigación especializada en libros, bibliografía y bibliofilia, imprenta (especialmente la historia de la imprenta y ejemplos de buena imprenta), encuadernación, ilustración y venta de libros. El Club tiene una de las colecciones más extensas de subastas de libros y catálogos de librerías en América del Norte.  La biblioteca tiene los archivos de varios bibliófilos destacados como Sir Thomas Phillipps,  y de grupos de bibliófilos y coleccionistas de grabados, como el Club Hroswitha de mujeres coleccionistas de libros (1944–c. 1999)
El Club Grolier también tiene un programa de exposiciones públicas que "tratan los libros y los grabados como objetos dignos de exhibición, a la par de la pintura y la escultura".  Las exposiciones se basan en diversas fuentes, incluidos los fondos del Club, sus miembros y las bibliotecas institucionales.

## Historia
Los fundadores del Club fueron William L. Andrews, Theodore L. DeVinne, AW Drake, Albert Gallup, Robert Hoe III, Brayton Ives, Samuel W. Martin, ES Mead y Arthur B. Turnure.  Se fomenta la perfección en el arte de encuadernación . ED French grabó el propio ex libris del Club, así como los ex libris de muchos de sus miembros.
Los miembros honorarios han incluido a I.N. Phelps Stokes (elegido en 1927), Bruce Rogers (1928), Henry Watson Kent (1930), Franklin D. Roosevelt (1934), Rudolph Ruzicka (1946), Lawrence C. Wroth (1950), Carl Purington Rollins (1951), Elmer Adler (1952), Joseph Blumenthal (1967) y Mary C. Hyde Eccles (1989); mientras que los miembros correspondientes extranjeros honorarios han incluido a Emery Walker (elegido en 1920), Alfred W. Pollard (1921), Sir Geoffrey Keynes (1922), Michael Sadleir (1925), Stanley Morison (1951), Giovanni Mardersteig (1964), Howard M. Nixon (1971), Nicolás Barker (1972), John Carter (1973) y Hermann Zapf (2003).
Harry Elkins Widener, el bibliófilo joven y adinerado cuya temprana muerte en el hundimiento del RMS Titanic inspiró a su madre a construir la Biblioteca Conmemorativa Harry Elkins Widener de Harvard, fue miembro del Club.
Del 20 de abril al 5 de junio de 1971, se exhibió en el Club un códice maya precolombino recién descubierto, lo que le dio inicialmente al códice el nombre de Códice Grolier. En 1973 el club publicó un facsímil del códice en un libro de Michael D. Coe. Este códice es el que en la, actualidad, después de ser reconocido y autentificado por el Instituto Nacional de Antropología e Historia de México es conocido con el nombre de Códice Maya de México.
Entre las publicaciones más importantes que el Club ha reeditado, se encuentra el tratado famoso de Ricardo de Bury denominado en español Filobiblión.
El Club Grolier ha tenido tres ubicaciones desde su fundación en 1884 en la isla de Manhattan. Su primera vivienda fue alquilada. Se mudó en 1890 a un edificio de renacimiento románico en 29 East 32nd Street (ahora un hito histórico designado por la ciudad), y en 1917 a su hogar actual (diseñado por Bertram Grosvenor Goodhue) en 47 East 60th Street en el Silk Stocking District de Nueva York.
En 2013, se anunciaron planes para construir una torre de apartamentos de 51 pisos junto a la casa Grolier, utilizando los derechos aéreos comprados al club y a la Christ Church contigua.